# Pibens heltinder
|  | Denne artikel er oprettet af botten Steenthbot ud fra en ekstern database. Den kan derfor have sproglige fejl eller mangler. Denne skabelon kan fjernes efter kontrol af indholdet. |

Pibens heltinder er en dansk dokumentarfilm fra 2017 instrueret af Iben Haahr Andersen og Minna Grooss.

## Handling
Mænd og kvinder over hele verden beundrer dem, vil have dem, behøver dem og jager dem. Når de ankommer til en ny by, bliver de modtaget som Hollywoodstjerner. De skriver autografer, og bliver hentet i limosiner, men de er hverken skuespillere eller rockstjerner. De er to eftertragtede danske kvindelige pibemagere, der jonglerer med stor livsenergi igennem en verden af velsignet røg.
Anne Julie på 76, og Manduela Riger Kusk på 50 er begge fra Danmark, men lever et professionelt liv uden for landets grænser, hvor de har stor succes som pibemagere. Vi bliver via de to kvinders venskab lukket ind i en international, mandsdomineret pibeverden de færreste kender, hvor de færdes ubesværet. Et miljø, der til tider minder om en gangsterfilm, hvor der bag lukkede døre, bliver handlet med unikapiber på værdi op til en halv million kroner.Med deres smittende væsen, og særegne talent har de en særlig status. Dels på grund af den velrenommerede danske pibearv, der den dag i dag sætter standarden rundt om i verden. Dels på grund af deres inspirerende personligheder.